# Aeroportul Caruaru
Aeroportul Caruaru (IATA: CAU, ICAO: SNRU) este un aeroport din Pernambuco, Brazilia ce deservește zona Caruaru. Aeroportul a fost tranzitat în 2022 de 1.770 de pasageri. A fost numit după zona deservită.
Situat la o altitudine de 576 m, aeroportul dispune de 1 pistă.

## Infrastructură

### Piste
Aeroportul dispune de o singură pistă. Pista 13/31 are suprafața de asfalt și dimensiunile 1.800 m × 30 m. 